# Мани (Мозель)
Мани́ (фр. Many) — коммуна во французском департаменте Мозель региона Лотарингия. Относится к кантону Фолькемон.

## Географическое положение
Мани расположен в 29 км к северо-востоку от Меца. Соседние коммуны: Менвиллер на северо-востоке, Тикур и Тонвиль на юго-востоке, Лес на юге, Аденкур на западе. 

## История
- Коммуна бывшего герцогства Лотарингия.

## Демография
По переписи 2008 года в коммуне проживало 254 человека.

## Достопримечательности
- Следы древнеримского тракта.
- Церковь Сен-Реми, обстановка XVIII века.
- Часовня на месте бывшей деревни Маркур (исчезла в 1580 году), сооружена в 1765 году.